# Philipp Keller (Politiker)
Philipp Keller (* 4. September 1858 in Spiesheim; † 21. Dezember 1908 in Stein-Bockenheim) war Landwirt und Mitglied des Deutschen Reichstags.

## Leben
Keller  besuchte von 1864 bis 1871 die Volksschule zu Spiesheim und von 1871 bis 1876 die Realschule zu Alzey. 1877 übernahm er das Gut seines Vaters und siedelte bei seiner Verheiratung 1881 nach Stein-Bockenheim über. Er diente von 1876 bis 1877 als Einjährig-Freiwilliger im Leibgarde-Infanterie-Regiment (1. Großherzoglich Hessisches) Nr. 115 in Darmstadt. Weiter war er Rendant der hiesigen Spar- und Darlehnskasse seit 1896, Mitglied des Provinzial-Ausschusses des landwirtschaftlichen Vereins für die Provinz Rheinhessen und Mitglied der Landwirtschaftskammer für Hessen.
Ab 1907 bis zu seinem Tod war er Mitglied des Deutschen Reichstags für den Wahlkreis  Großherzogtum Hessen 8 Bingen, Alzey und den Bund der Landwirte.